# Sechstagerennen von São Paulo
Das Sechstagerennen von São Paulo war ein Wettbewerb im Bahnradsport in der brasilianischen Stadt São Paulo. Das Sechstagerennen wurde im Januar 1957 zum ersten Mal veranstaltet. Es hatte lediglich im März 1959 eine weitere Ausgabe und fand danach nicht mehr statt.

## Palmarès
| Jahr | Sieger                          | Zweiter                         | Dritter                          |
| ---- | ------------------------------- | ------------------------------- | -------------------------------- |
| 1957 | Severino Rigoni Bruno Sivilotti | Mario Ghella Giuseppe Sunzeri   | Mario García Enio Simões         |
| 1959 | Antonio Alba Claudio Rosa       | Antonio Alexandre Ramón Vázquez | Bruno Sivilotti Giuseppe Sunzeri |